# Sofiane Benzouien
Sofiane Benzouien (Sint-Agatha-Berchem, 11 augustus 1986) is een Marokkaanse voetballer.
Benzouien is een verdediger en speelt sinds 2010 voor F91 Dudelange. 
Hij liet zich opmerken bij de jeugd van RSC Anderlecht, wat hem in 2003 een contract opleverde bij toenmalig tweedeklasser Heusden-Zolder. De naam van de club veranderde later in K. Beringen-Heusden-Zolder, en ging in het seizoen 2005-2006 in vereffening. In april 2006 tekende Benzouien bij FC Brussels. Bij Brussels kon hij echter niet doorbreken en in januari 2007 verhuisde hij naar Racing Santander B. Na een half jaar vertrok hij er naar Perugia Calcio. In 2009 keerde hij terug naar België. Hij tekende bij KAS Eupen waar hij wel geregeld in de basis staat. Een jaar later vertrok hij naar F91 Dudelange.
Sofian Benzouien maakte deel uit van de Marokkaanse nationale ploeg van onder 20-jarigen. In 2005 speelde hij het WK -20 mee dat plaatsvond in Nederland.

## Carrière
- jeugd: RSC Anderlecht
- 2004-2006: K. Beringen-Heusden-Zolder
- 2006-2007: FC Brussels
- 2007: Racing Santander B
- 2007-2009: Perugia Calcio
- 2009-2010: KAS Eupen
- 2010-... : F91 Dudelange

1 Joubert ·
2 Stumpf ·
3 Ewert ·
4 Cools ·
5 Schnell ·
6 Gonzales ·
7 Agović ·
8 Pokar · 
9 Sinani · 
10 Stolz · 
11 Barbosa · 
12 Conti · 
13 Natami ·
15 Delgado ·
16 Lesquoy ·
17 Djetou ·
18 Pomponi ·
19 Bouchentouf ·
20 Garos ·
21 Leveque ·
22 Bernier ·
23 Klapp ·
24 Kirch ·
26 Lavie ·
27 Bettaieb ·
28 Morren ·
30 Kips ·
31 Moutha-Sebtaoui ·
33 Frising ·
34 Bouchouari ·
39 Muratovic ·
44 Skenderović ·
45 Dramé ·
77 Bougrine ·
80 Couto Pinto ·
94 Ouamri ·
98 Mendy ·
Luisi ·
Coach: Crasson